# Llista dels primers ducs de Lituània
Els primers ducs de Lituània (incloent-hi Samogítia) governaren la regió abans de la unificació dels lituans en un estat, el Gran Ducat de Lituània, per Mindaugas. Tot i que la llegenda dels palemònides en traça la genealogia fins al segle x, les fonts contemporànies només esmenten alguns ducs. Tots apareixen en fonts escrites del segle xiii. Hi ha molt poca informació sobre ells, sovint unes línies i prou. Les fonts primàries són la Crònica d'Enric de Livònia i el Còdex Hipaci.

## Governants documentats en fonts històriques

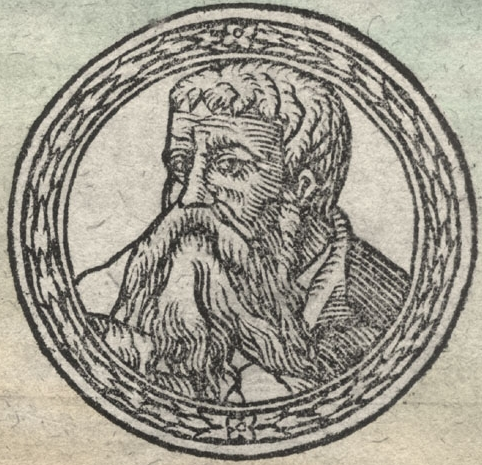
Vykintas, un dels primers ducs de Samogícia, imaginat per Alexandre Guagnini

- Žvelgaitis (Svelgates): el primer duc conegut. El 1205 caigué en combat durant el seu atac a Riga, davant del capitost de Semigàlia, Viestards.[1][2]
- Daugirutis (Dangerutis, Dangeruthe): empresonat pels livonians el 1213, fet que conduí al seu suïcidi.[3]
- Stekšys (Stakys, Steksė): un altre duc poderós, mort el 1214 prop de Lielvārde.[4]
- Pare de Mindaugas: diverses fonts conten que era un duc vigorós, però no citen el seu nom. En genealogies del segle xvi apareix amb el nom de «Ryngold» o «Ringaudas».[5][6]
- Els següents ducs lituans signaren un tractat de pau amb els governants de Galítsia-Volínia el 1219:[7]
  - Ducs ancians
    - Živinbudas (presumiblement el més ancià)[8]
    - Daujotas[9]
    - Dausprungas[10]
    - Mindaugas (germà de Dausprungas)[11]
    - Vilikaila o Viligaila (germà de Daujotas)[12]

  - Governants de Samogítia
    - Erdvilas[13]
    - Vykintas[14]

  - Família Ruškaičiai[15]
    - Kintibutas[15]
    - Vembutas[15]
    - Butautas[15]
    - Vyžeitis[15]
    - Velžys (fill de Vyžeitis)[15]
    - Kitenis[15]
    - Plikienė (muller de Plikys, probablement vídua)[15][16]

  - Família Bulionys (tres germans, tots morts per Mindaugas)[17]
    - Vismantas (Mindaugas li prengué la muller per a si mateix)[17]
    - Gedvilas[17]
    - Sprudeikis[17]

  - Governants del Ducat de Deltuva
    - Juodikis[18]
    - Buteikis[19]
    - Bikšys[20]
    - Ligeikis[21]

Només quatre dels signataris del tractat de pau apareixen en altres fonts escrites: Mindaugas, que esdevindria gran duc de Lituània i seria coronat rei de Lituània el 1253; Vykintas, cap d'una coalició oposada a Mindaugas durant la guerra civil del 1248-1251; i Bikšys and Ligeikis, identificats com a nobles parents de Mindaugas en un document del 1260 que de vegades es considera una falsificació.